# テムル・ブカ (タタル部)
テムル・ブカ（モンゴル語: Temür buqa、生没年不詳）は、モンゴル帝国に仕えたタタル部出身の武将の一人。『元史』における漢字表記は帖木児不花（tièmùérbùhuā）。

## 概要
テムル・ブカの父のテチ（帖赤）は第2代皇帝オゴデイの時代にコデンを司令官とする陝西・四川方面への出兵に従軍した将車で、1235年（乙未）には将軍のタガイ・ガンポの下で興元府・利州・剣州・成都府の諸城を攻略した。1261年（中統2年）には西川便宜都元帥に仕じられ、諸軍を率いて西川方面に進出した。1264年（至元元年）には益都等路統軍使とされたが、戦死してしまった。
テチの息子のテムル・ブカは1260年代初め（中統年間）よりクビライの親衛隊（ケシクテイ）に入り、1270年（至元7年）からは父と縁故のある山東で「淄萊水軍万戸」となって南宋への侵攻に携わるようになる。襄陽・樊城の戦いでは南宋の将軍の范文虎と灌子灘で戦い、自ら40人余りを殺して敵の軍船を奪い、雲勝洲まで追撃する功績を挙げた。その後も襄陽の包囲を続け、1272年（至元9年）には益都新軍万戸、1274年（至元11年）は益都・淄萊新軍万戸にそれぞれ昇格となった。1275年（至元12年）に襄陽が陥落しバヤンを総司令とする南宋全面侵攻が始まるとテムル・ブカもこれに加わり、陽羅堡の戦いでは敵将の夏貴を破る功績を挙げた。南宋の首都の臨安の陥落後、論功行賞では軍功を認められて白金500両を与えられた。その後も長江下流域の平定に従事し、鄂州・蘄州・黄州・江州・建康府・常州・秀州・蘇州・杭州の諸郡を下して昭武大将軍に任じられた。長江下流域の平定が終わると、今度は海岸線沿いに南下し、紹興府・温州・台州などの福建地方を平定し広東宣慰使とされた。
1279年（至元16年）には都元帥となり、未だモンゴル軍への抵抗を続ける張世傑を香山島で破り、広東一帯を平定した。クビライはこれらの功績を踏まえて銀鼠裘を手ずから渡し、中書左丞に任じた。1288年（至元25年）には四川行省平章政事に任じられ、次いで中書省平章政事となった。また、兄の帖木脱斡は主に陝西・四川の諸軍を指揮し、嘉定方面に駐屯した。

## モンゴル帝国の四川駐屯軍
- 成都等路万戸府(成都路)…耶律禿満答児・汪嗣昌一族・劉恩一族
- 嘉定万戸府(嘉定府路)…テムル・ブカ一族
- 保寧万戸府(広元路)…石抹不老一族・汪惟簡一族
- 順慶等処万戸府(順慶路)…不明
- 重慶五路守鎮万戸府(重慶路)…郝和尚抜都一族
- 夔州路万戸府(夔州路)…石抹狗狗一族
- 叙州万戸府(叙州路)